# ダヴィッド・フランクフルター

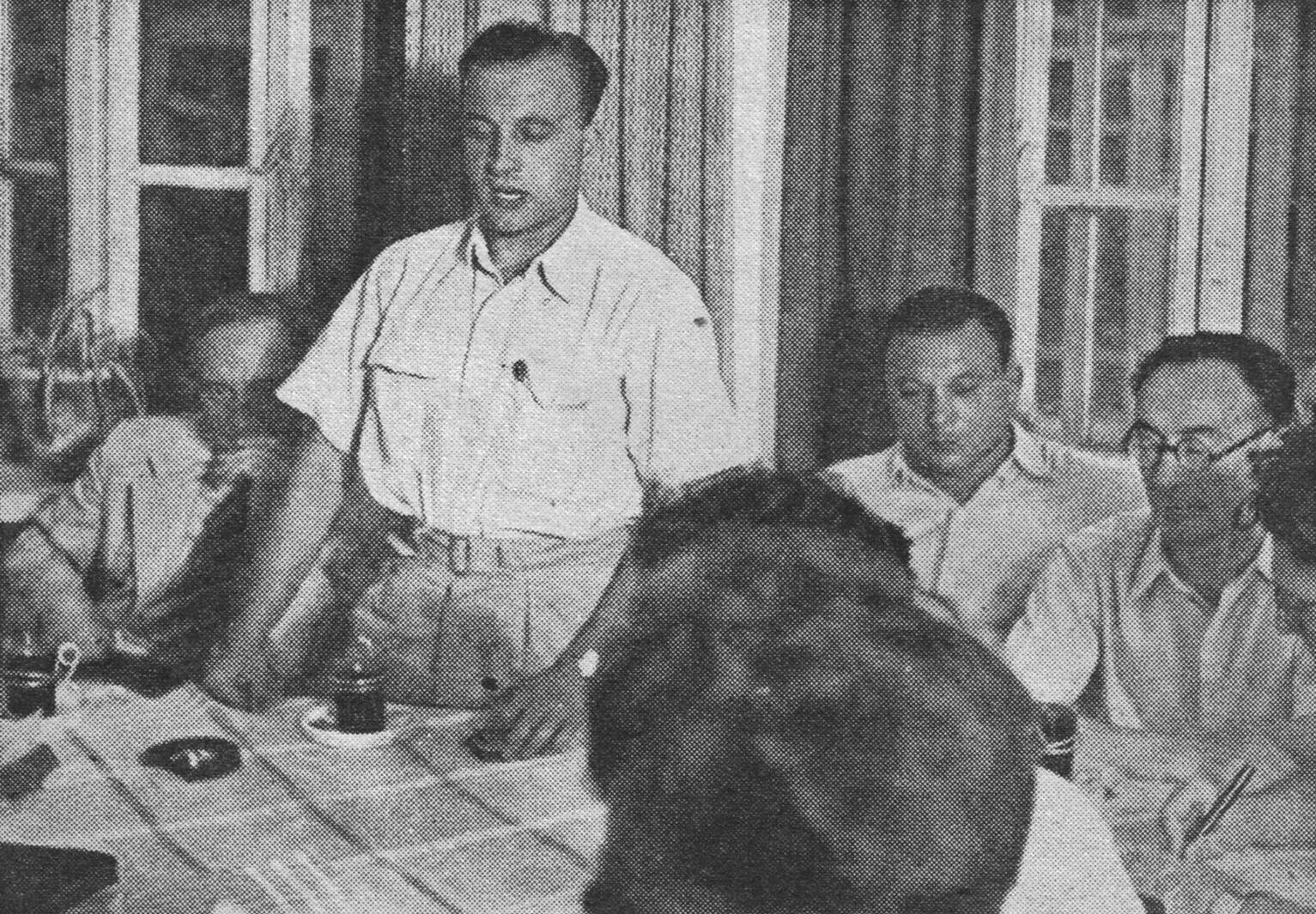

ダヴィッド・フランクフルター（David Frankfurter、1909年7月9日 - 1982年7月19日）はユダヤ人。医学生だった1936年、スイスにおけるナチ党（NSDAP、国家社会主義ドイツ労働者党）の指導者だったヴィルヘルム・グストロフを暗殺したことで知られる。
フランクフルターはクロアチア中部の都市ダルヴァル (Daruvar、1909年当時はオーストリア・ハンガリー二重帝国領）で、ラビのモシェ（モーリッツ）・フランクフルター（Moshe (Moritz) Frankfurter）とその妻のレベッカ（パーゲル）（Rebekka, (née Pagel)）の間の息子として生まれた。彼は病気がちで、治らないシンスプリント（脛骨過労性骨膜炎）を患い6歳から23歳の間に7回の手術を受けたが、主治医は彼の寿命が短いかもしれないことを心配した。義務教育を終えると彼は医学の道に進み、ウィーン、ライプツィヒ、フランクフルト・アム・マインで学んだ。しかしドイツにおけるナチスや反ユダヤ主義の勃興を避けるためスイスへ移り、1934年にベルンに落ち着いた。
ナチスという政党の危険を確信するに至ったフランクフルターは、スイスにおけるナチス国外部門の指導者グストロフの動きから目を離さなかった。グストロフは『シオン賢者の議定書』をスイスで出版するよう命じるなど反ユダヤ主義の宣伝活動を続け、多くのスイス人賛同者を集めつつあった。フランクフルターはグストロフ暗殺を決心し、1936年2月4日のダボスでの犯行に至る。同日、電話帳でグストロフの住所を見つけたフランクフルターは、その日の内にグストロフの家を訪問した。グストロフの妻のヘドヴィックが応対して彼を書斎へ案内し、夫は電話中だがすぐ呼んでくると告げた。フランクフルターがグストロフの書斎で、ヒトラーの肖像画の向かい側に座って待っていると、隣室にいたグストロフが書斎に入ってきた。彼は持っていた拳銃でグストロフの頭・首・胸を5発撃ち、妻ヘドヴィックの悲鳴の中を隣家へ逃れ、電話を貸してくれるよう頼んだ。彼は警察に電話して殺人を犯したことを伝え、そのまますぐに警察に出頭して起こったことを話した。彼は逮捕され、クールの街で同年12月9日から暗殺の罪で裁判を受けた。
ドイツではこの暗殺事件は、ナチス指導者がはじめてユダヤ人に殺された事件として大々的なプロパガンダに使われた。グストロフはヒトラー以下首脳陣の並ぶ中、故郷シュヴェリーンで国葬に付された。一方スイスで多数派を占める反ナチス派の国民からは、グストロフ暗殺は望ましくない事件とまでは受けとめられなかった。しかしスイス政府は中立を維持するためにもこの事件を厳格に起訴し、結果フランクフルターは有罪となり懲役18年の刑を受けた。
第二次世界大戦が終わりに近づいた1945年2月27日にフランクフルターは恩赦を願い出た。6月1日、彼は、国外退去と賠償金および裁判費用支払を条件に、恩赦を認められた。彼は釈放後テルアビブに旅してそのまま移住し、後にイスラエル国防省に勤務した。
フランクフルターは回顧録を1950年に出版した。スイス政府は1969年9月、国外退去命令を無効としている。